# مجله‌های کاریکاتور در ایران
در دوره‌های خاصی از تاریخ سیاسی ایران زمینه برای انتشار وسیع نشریات فکاهی انتقادی مهیا شده بود.

## دوران پهلوی
از مهمترین نشریات فکاهی و کاریکاتور که در دوران پهلوی منتشر می‌شد مجله توفیق بود. از جمله کاریکاتوریست‌های مطرح آن دوران می‌توان به کیومرث درمبخش و مسعود مهرابی اشاره کرد.

### سال‌های نهضت ملی شدن نفت (بین ۱۳۲۷ تا ۲۸ مرداد ۱۳۳۲)
دوران طلایی آزادی مطبوعات پیش از کودتای سال ۳۲ بود.

### دوران نخست‌وزیری هویدا

امیرعباس هویدا همواره از سوی روزنامه‌نگاران مورد نقد قرار می‌گرفت. او در کاریکاتورهای نشریاتی هم‌چون "توفیق" پای ثابت بود.

امیرعباس هویدادارای شخصیتی آرام بود و رفتار نرمی با منتقدان داشت. شاید به همین دلیل وی همواره از سوی روزنامه‌نگاران مورد نقد قرار می‌گرفت. او پای ثابت کاریکاتورهای نشریاتی همچون توفیق بود.

## در ۲–۳ سال اول پس از انقلاب ایران
در نشریات ۲–۳ سال اول پس از انقلاب حالتی عصبی، پرخاش جویانه و مهاجم وجود داشت. در سال اول انقلاب، بین گروه‌های سیاسی درگیری‌های خصومت‌آمیزی وجود داشت که بخش مهمی از توجه این نشریات نیز متوجه این درگیری‌ها بود. محتوای این نشریات تحت تأثیر شرایط سال اول پیروزی انقلاب ۱۳۵۷ ایران سیاسی و انتقادی بود. بسیاری از مطالب و کاریکاتورهای این نشریات در این دوره را می‌توان در زیرمجموعه هزل و هجو دسته‌بندی کرد. صفحه بندی این نشریات به‌صورت سریع و سردستی صورت میگرفت بنابراین صفحه‌هایی آشفته داشتند و این آشفتگی در طراحی کاریکاتورها نیز مشهود بود. این نشریات دارای بی نظمی در انتشار نیز بودند و از بعضی از آنها فقط یک شماره منتشر شده‌است.

## در دوران جمهوری اسلامی
از مجلات پرتیراژ کاریکاتور در ایران در سال‌های پس از انقلاب می‌توان از این موارد نام برد:
- بهلول: که مجموعاً ۹۰ شماره از آن منتشر شد.[۴]
- فکاهیون: که از سال ۱۳۶۱ تا ۱۳۶۹ با سردبیری ابوالقاسم صادقی منتشر می‌شد.
- خورجین: که در دهه ۶۰ و با همکاری محمدرفیع ضیایی و همکارانش منتشر می‌شد.
- گل‌آقا: هفته‌نامه‌ای پرتیراژ به سردبیری کیومرث صابری فومنی که نخستین شماره آن در ۱ آبان سال ۱۳۶۹ به زیور چاپ آراسته شد.
- طنز و کاریکاتور: که به سردبیری جواد علیزاده از آذرماه ۱۳۶۹ تا به امروز به‌ طور منظم منتشر می‌شود.